# Кратки опружач прстију
Кратки опружач прстију је танак мишић који се налази на доњем делу стопала. Овај регион садржи дорзални део стопала, у коме се налазе мишић опружач прстију и мишић опружач палца. Ови мишићи су прекривени дубоком дорзалном фасцијом стопала.
Мишић опружач палца штрчи антериорно у бочни малеолус и прелази преко бочног аспекта калканеокубоидног зглоба. Наставља се напред и умеће се на тетиве дугог опружача прстију другог, трећег и четвртог прста. Ови мишићи раде удружено како би се продужили одговарајући прсти стопала. 

## Анатомија
Мишић полази с петне кости и задњомњом страном стопала иде према дистално и дели се у четири снопа:
- Први сноп се припаја за проксимални чланак палца (први сноп понекад је одвојен и назива се кратки опружач палца, лат. musculus extensor  halucis brevis).
- Остала три снопа хватају се за тетиву дугог oпружача прстију (у подручју проксималног чланка 2., 3. и 4. прста) и с њима се хватају за средњи и дистални чланак 2., 3. и 4. прста.

### Инервација
Кратки опружач прстију је инервисан од спољашње терминална грана дубоког перонеалног нерва (дубоки фибуларни нерв)  

## Функција
Кратки опружач прстију опружа прва четири прста у метатарзофалангеалном зглобу и помаже у проширењу другог, трећег и четвртог прста у интерфалангеалном зглобу. Пети прст, коме недостаје било какво деловање из кратког опружача прстију може се подићи само дугим опружачима.

## Галерија
- Bones of the right foot. Dorsal surface.
- Muscles of the front of the leg.
- Cross-section through middle of leg.
- Dorsum of foot. Deep dissection.
- Dorsum of foot. Deep dissection.